# Grästjärnen (Ockelbo socken, Gästrikland, 675786-152117)
Grästjärnen är en sjö i Ockelbo kommun i Gästrikland och ingår i Gavleåns huvudavrinningsområde.